# Türk Telekom
Türk Telekom est une entreprise de télécommunication turque, créée en 1995 à la suite d'une privatisation partielle de la Posta ve Telgraf Teşkilatı (PTT). Elle possède une participation dans Albtelecom, entreprise de télécommunication albanaise.

## Histoire
En octobre 1840, le ministère des Postes a été créé pour répondre aux besoins postaux de l'Empire ottoman.
En 1909, avec l'ajout des services téléphoniques, le nom de l'institution a été changé en PTT.
En 1995, par la loi n°4000 du 18 juin 1994, la Direction générale des PTT est restructurée et scindée en deux pour donner la Direction Générale des Postes et Türk Telekom. La Direction Générale des Postes est un établissement indépendant depuis le 24 avril 1995.
Türk telekom est privatisée en partie en 2005 et acquise à 55 % par Oger Telecom, une entreprise saoudienne.
En 2008, 15 % de Türk telekom sont introduits à la bourse d'Istanbul.
En avril 2015, Türk telekom acquiert 10 % des participations qu'il ne possède pas encore dans Avea, troisième opération de téléphonie mobile de Turquie, pour 300 millions de dollars.
En 2016, les marques Avea, Türk Telekom et TTNET ont été regroupées sous une seule marque au nom de "Türk Telekom" afin d'offrir des services mobiles, Internet, de téléphonie et de télévision via un seul canal.
La filiale de Türk Telekom, Avea (rebaptisée en TT Mobil), a commencé à fournir des services 4G la même année.
En décembre 2018 après avoir manqué plusieurs paiements de sa dette de 4.75 milliards de dollars, Oger telecom cède ses parts dans Türk telekom à un Fonds commun de créances. Le fond LYY Telekomünikasyon A.Ş. (Levent Yapılandırma Yönetimi AŞ) est créé par les banques créancières İş Bankası, Akbank et Garanti. L'objectif est de préparer le transfert des actions à un nouvel investisseur.
En mars 2022, le fonds souverain de la Turquie signe un accord avec LYY Telekomünikasyon A.Ş pour acquérir 55% des actions de Türk telekom. Le montant du rachat est de 1.65 milliards de dollars.
En octobre 2022, 15% des parts sont en bourse, 25% appartiennent au ministère du Trésor et des Finances de la République de Turquie et les 60% restant appartiennent aux fonds souverain de la Turquie.